# Jakobea
Embranchement
Taxons de rang inférieur
- Classe Jakobea
  - Ordre Andaluciida
  - Ordre Jakobida

Position phylogénétique
Eukaryota
- Excavata
  - c.n.n.
    - Malawimonadidea
    - Metamonada
      - Anaeromonada
        - Trimastigida
        - Oxymonadida

      - Trichozoa
        - Fornicata
        - Parabasalia

  - Discoba
    - Jakobea
    - Discicristata
      - Euglenozoa
      - Percolozoa

Groupe frère :  Discicristata 
Les Jakobea constituent un embranchement des Excavata et sa seule classe.

## Classification
- Embranchement et Classe Jakobea
  - Andaluciida
    - Andaluciidae
      - Andalucia Lara, Chatzinotas & Simpson, 2006

  - Jakobida Cavalier-Smith, 1993
    - Jakobidae Patterson-D-J, 1990
      - Jakoba Patterson, 1990

    - Histionidae Flavin & Nerad, 1993
      - Histiona Voight, 1901
      - Reclinomonas Flavin & Nerad, 1993
      - Stenocodon
      - Stomatochone

## Référence
- (en) Thomas Cavalier-Smith, The excavate protozoan phyla Metamonada Grassé emend. (Anaeromonadea, Parabasalia, Carpediemonas, Eopharyngia) and Loukozoa emend. (Jakobea, Malawimonas): their evolutionary affinities and new higher taxa, Internat. Journal of Syst. and Evol. Microbiol. 53, 1741-1758 (2003).
- (en) Lara, E., Chatzinotas, A., Simpson, A.G.B. (2006) Andalucia (gen. nov,): a new taxon for the deepest branch within jakobids (Jakobida; Excavata), based on morphological and molecular study of a new flagellate from soil. J. Eukaryot. Microbiol. 53: 112-120.